# N-Gage
N-Gage — перший телефон-ігрова консоль на ринку мобільних телефонів, випущений 7 жовтня 2003 року фінською компанією Nokia. Відноситься до сімейства смартфонів Nokia Series 60. 
Завдяки своїй особливій конструкції та технічним можливостям він забезпечував досить якісні відеогри далеко від домашньої ігрової приставки. Зрозуміло, телефон не зміг забезпечити абсолютну відповідність з домашніми або іншими портативними системами і мав обмежений успіх. 

## Ігрові можливості
Головною новинкою серії N-Gage була можливість спільної гри на відстані. Для ігор в межах одного приміщення використовувалася бездротова мережа Bluetooth. На далекій відстані використовувалися традиційні мобільні мережі. 
Частиною проекту N-Gage була «Арена» — всесвітня таблиця рекордів і форуми для гравців, що включають форуми на європейських мовах. Трохи пізніше на «Арені» з'явився вебчат. «Арена» доступна як через мобільні телефони N-Gage, так і через свій вебсайт. 
Через ці ігрові пульти (game deck) фірма Nokia проводила концепцію social gaming. У рамках цієї концепції ігри є однією з форм спілкування по мобільному телефону, на зразок розмови або обміну SMS. Nokia пишалася цією новою можливістю для власників N-Gage: грати де завгодно, і з ким завгодно, звівши це в рекламний слоган лінійки N-Gage. 

## Модифікації
Через півроку після виходу Nokia N-Gage був випущений варіант N-Gage QD (відрізнявся ергономікою і відсутністю вбудованого FM—приймача, виводу USB і програвача MP3), який придбав велику популярність через низьку ціну і вдалий дизайн. У 2005 році був випущений N-Gage QD в корпусі срібного кольору. 

### Ігри
Для Nokia N-Gage випущені наступні ігри (жодна з них не має офіційного українського перекладу,та навіть російського): 
| - Alien Front - Ashen - Asphalt Urban GT - Urban GT 2 - Atari Masterpieces Vol. I - Atari Masterpieces Vol. II - Bomberman - Call of Duty - Catan - Civilization - Colin McRae Rally 2005 - Crash Nitro Kart - FIFA Football 2004 - FIFA Football 2005 - Flo Boarding (Europe only ) - Glimmerati - High Seize - King of Fighters EXTREME - Marcel Desailly Pro Soccer - Mile High Pinball - MLB Slam - Moto GP - NCAA Football 2004 - ONE - Operation Shadow - Pandemonium - Pathway to Glory - Pathway to Glory: Ikusa Islands - Payload - Pocket Kingdom - Puyo Pop | - Puzzle Bobble VS - Rayman 3 - Red Faction - Requiem of Hell - Rifts: Promise of Power - Snakes - Sega Rally - SonicN - Spider-Man 2 - SSX: Out of Bounds - Super Monkey Ball - System Rush - The Elder Scrolls Travels: Shadowkey - The Roots: Gates of Chaos - The Sims Bustin 'out - Tiger Woods PGA Tour 2004 - Tom Clancy's Ghost Recon: Jungle Storm - Tom Clancy's Splinter Cell: Chaos Theory - Tom Clancy's Splinter Cell: Team Stealth Action - Tomb Raider - Tony Hawk's Pro Skater - Virtua Tennis - Virtua Cop - Warhammer 40,000 - Worms World Party - WWE Aftershock - Xanadu Next - X-Men Legends - Bounce Boing Voyage - X-Men Legends II: Rise of Apocalypse |

### Гра «Змійки»
Одна з ігор для N-Gage особлива. Це гра Змійки (Snakes). Фірма Nokia поширює цю гру безкоштовно з сентиментальних міркувань. Справа в тому, що одна з перших ігор, які Nokia розробила для мобільників, була гра Snake (Змійка). Мобільників було продано багато, і «Змійки» неймовірно поширились. Гра Snakes розглядається як нове покоління тієї самої «Змійки», прабатька самої концепції «гра на мобільнику». 
Тривимірні «Змійки» тепер випускаються і для нових мобільників N-Series. Але версія для N-Gage відрізняється трьома рисами. По-перше, «Змійки» для N-Gage безкоштовні і можуть копіюватися гравцями. Більш того, це заохочується. У гру вбудований пірінговий (від одного пульта до іншого) механізм поширення через Bluetooth (втім, погано працює через великий розмір гри в порівнянні з вільною пам'яттю консолі). На цьому механізмі заснована і реклама гри. 
По-друге, «Змійки» для N-Gage включають режим спільної гри. До чотирьох гравців можуть грати в «Змійки» через Bluetooth. По-третє, «Змійки» для N-Gage тримають таблицю рекордів не тільки на консолі, але і на Арені, ігровому сервері Nokia. Всі ці змагальні можливості виключені з подальших версій «Змійок». 

## Технічні характеристики
| Загальні характеристики                      | Загальні характеристики                                                                                 |
| -------------------------------------------- | --- |
| Діапазони частот                             | GSM 900, GSM 1800, GSM 1900                                                                             |
| Платформа                                    | Series 60 Symbian 6.1                                                                                   |
| Антена                                       | вбудована                                                                                               |
| Вага                                         | 137 г                                                                                                   |
| Розміри                                      | 134 × 70 × 20 мм                                                                                        |
| Дзвінки                                      | |
| Тип мелодій                                  | поліфонічні                                                                                             |
| Вібродзвінок                                 | є |
| Редактор мелодій                             | є |
| Зв'язок                                      | |
| Інтерфейси                                   | USB, Bluetooth                                                                                          |
| Доступ в інтернет                            | WAP, GPRS, HSCSD, POP/SMTP-клієнт                                                                       |
| Модем                                        | є |
| Синхронізація з комп'ютером                  | є |
| Повідомлення                                 | |
| Додаткові функції SMS                        | введення тексту зі словником, відправка SMS декільком адресатам                                         |
| MMS                                          | є |
| Інші функції                                 | |
| Гучний зв'язок (вбудований динамік)          | є |
| Управління                                   | голосовий набір                                                                                         |
| Додаткова інформація                         | |
| Комплектація                                 | телефон, акумулятор, мережне з/у, портативна hands-free, диск ПЗ, інтерфейсний кабель, інструкція       |
| Особливості                                  | конвертер валют, слот для карт пам'яті MMC, диктофон, з'єднані SMS-повідомлення, USB-кабель в комплекті |
| Екран                                        | |
| Тип екрану                                   | кольоровий TFT екран, 4096 кольорів                                                                     |
| Розмір зображення                            | 176 × 208 пікс.                                                                                         |
| Індикація                                    | вартості розмови, часу розмови                                                                          |
| Мультимедійні можливості                     | |
| Вбудована фотокамера                         | немає                                                                                                   |
| Аудіо                                        | FM-радіоприймач, MP3-програвач                                                                          |
| Ігри                                         | є |
| Java-додатки                                 | є |
| Обсяг вбудованої пам'яті                     | 32 МБ                                                                                                   |
| Тип карти пам'яті                            | MMC |
| Живлення                                     | |
| Тип акумулятора                              | Li-Ion                                                                                                  |
| Ємність акумулятора                          | 850 мач                                                                                                 |
| Час розмови                                  | 4:00 год: хв                                                                                            |
| Час очікування                               | 200:00 год: хв                                                                                          |
| Записна книжка та органайзер                 | |
| Обмін між SIM-картою та внутрішньою пам'яттю | є |
| Організатор                                  | будильник, калькулятор, планувальник завдань                                                            |

## Схожі моделі
- N-GAGE QD

### Інше
- Розділ N-Gage на російському сайті Nokia
- Огляди деяких ігор для N-Gage
- Авторські огляди N-Gage ігор